# Истинные финны

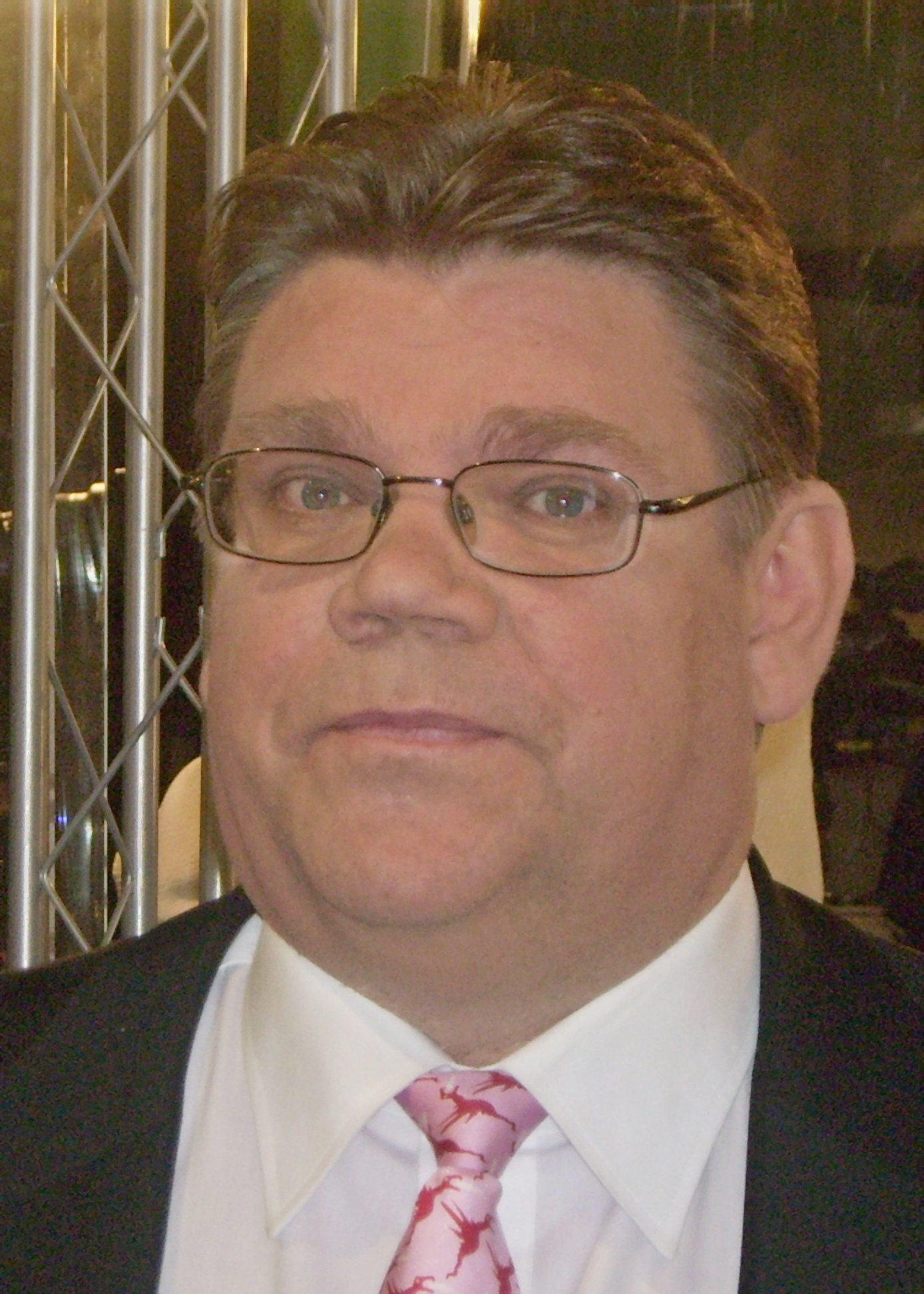
Тимо Сойни, председатель партии с 1997 по июнь 2017 года

Истинные финны (фин. Perussuomalaiset, швед. Sannfinländarna) — политическая партия в Финляндии, основанная в 1995 году после того, как распалась Финская аграрная партия. Партия придерживается, по определению конкурентов и критиков, националистической и популистской идеологии.
После парламентских выборов 2019 года, как и после парламентских выборов 2015 года, это вторая по числу представителей в Эдускунте партия в стране.
Приём в партию новых членов осуществляется на партийном правлении после получения полных данных о кандидате.

## Название
Название Perussuomalaiset на русский язык обычно переводят как «Истинные финны». Встречаются также переводы «Коренные финны» и «Исконные финны». Иногда название передаётся как «Настоящие финны» или «Подлинные финны» — как оттенки значения англ. True Finns. С осени 2011 года в англоязычных текстах партия использует самоназвание англ. The Finns («Финны с большой буквы»).
Название Perussuomalaiset является также противопоставлением понятия uussuomalaiset (новые финны, новые финляндцы) — так называют постоянно проживающих в Финляндии мигрантов.

## Идеология партии

### Внутренняя политика
«Истинные финны» обещают сократить расходы, связанные с иммиграцией, и не следовать целям по борьбе с изменением климата, о которых договорились остальные парламентские партии. По мнению партии, страна должна прекратить «вредную и дорого обходящуюся обществу иммиграцию», под которой ИФ понимают гуманитарную миграцию и систему предоставления убежища. Также ИФ, в отличие от многих других партий, поддерживает сокращение государственных расходов и выступает против базового дохода.
Истинные финны хотят сохранить брак, включив в него союз исключительно мужчины и женщины, и поддерживают «традиционную концепцию семьи».
«Истинные финны» активно выступают против того, чтобы Финляндия боролась с изменениями климата на средства финских граждан. ИФ считают, что жители Финляндии не должны расплачиваться за борьбу с потеплением климата более высокими ценами на транспорт, источники энергии и отопление.
Партия защищает сильные полномочия президента республики.

### Внешняя политика
По поводу вступления Финляндии в НАТО председатель ИФ Юсси Халла-ахо считает, что страна должна была вступить в НАТО еще в девяностых вместе со странами Восточной Европы, когда «обстановка в области политической безопасности» была более спокойной. Сейчас, по его мнению, сложно сказать, является ли вступление в военный блок актуальным вопросом.
По мнению Истинных финнов, демократия — лучший способ организовать принятие социальных решений, поэтому цель партии — вернуть право принятия решений из Европейского Союза обратно государствам-членам. По мнению ИФ, Европейский Союз должен развиваться как орган сотрудничества между независимыми государствами, а не как федерация.

## События
Предшественником партии Истинные финны была сельская партия Финляндии, существовавшая с 1972 по 1975 годы.
Лидером партии «Истинные финны» с 1997 года был Тимо Сойни. В 2006 он выставлял свою кандидатуру на президентских выборах и занял пятое место в первом туре, получив 3,4 % голосов. Также Тимо Сойни стал первым депутатом от «Истинных финнов», выбранным в Европейский парламент (2009), при этом занял первое место по числу полученных голосов среди всех кандидатов в европарламент.

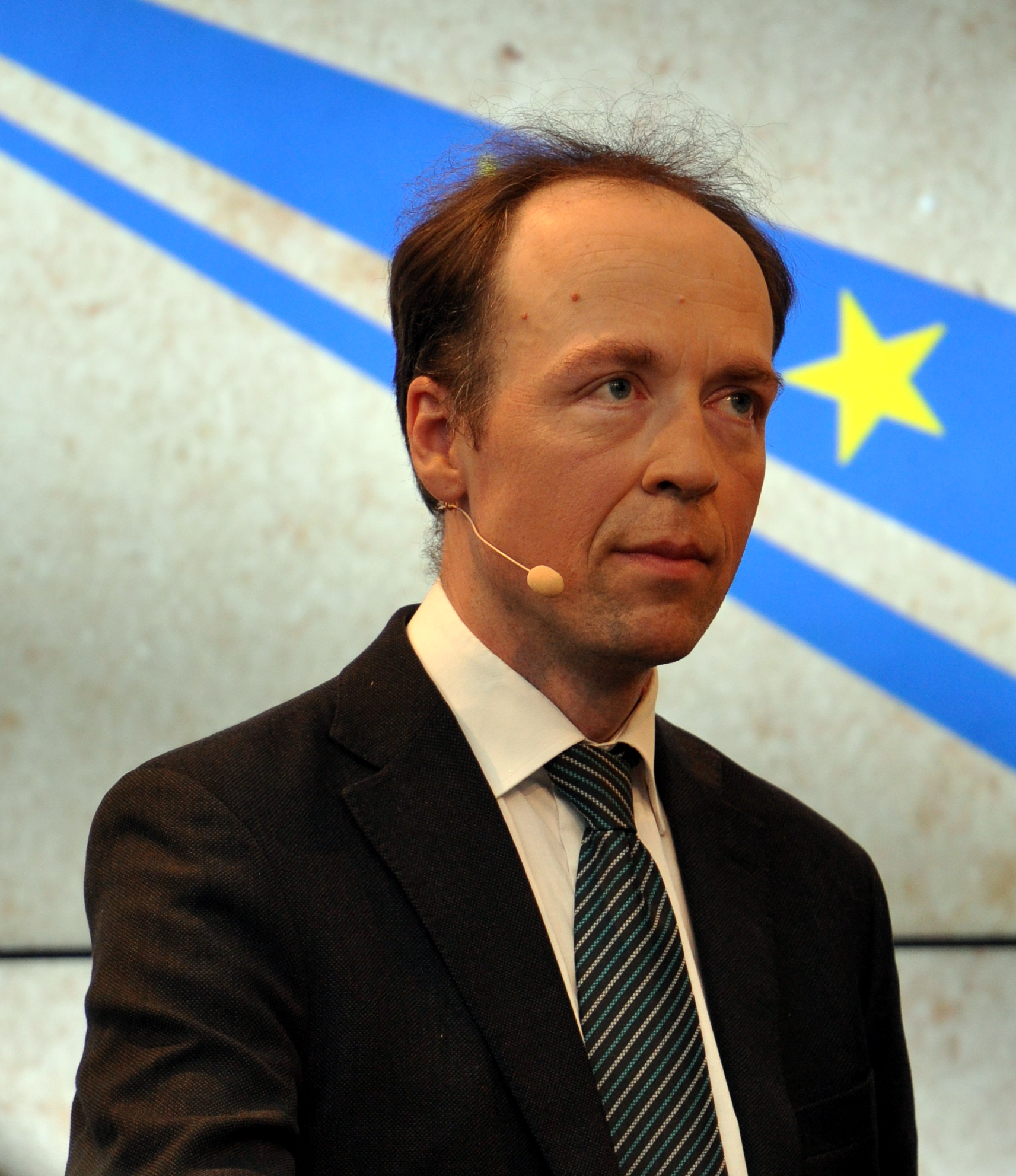
Юсси Халла-ахо, председатель партии с июня 2017 года

В ноябре 2010 по опросу MTV3 «Истинные финны» пользовались поддержкой 14,6 % избирателей и были четвёртой по популярности партией в Финляндии. В январе 2011 популярность партии выросла до 16,2 % голосов.
После того, как на парламентских выборах 2011 года «Истинные финны» стали третьей по числу представителей в эдускунте (финском парламенте) партией в стране, лидер партии Тимо Сойни вёл переговоры с лидером победившей на выборах Национальной коалиционной партии Юрки Катайненом об участии Истинных финнов в правительстве, однако 12 мая Сойни заявил о прекращении этих переговоров и уходе его партии в оппозицию из-за разногласий по вопросу финансовой помощи, которую Европейский союз планирует оказать Португалии.
В сформированном после парламентских выборов 2015 года правительстве партия получила 4 портфеля, лидер партии Тимо Сойни стал министром иностранных дел, Юсси Ниинистё — министром обороны.
10 июня 2017 года в Ювяскюля прошло партийное собрание, на котором в выборах председателя партии приняли участие два кандидата — член европарламента Юсси Халла-ахо и действующий министр культуры и спорта Сампо Терхо. С существенным преимуществом выборы выиграл Халла-ахо. После этого в партии произошел раскол. 20 членов фракции сформировали новую фракцию под названием «Новая альтернатива», в неё, в частности, вошли все действующие министры кабинета Сипиля; на основе «Новой альтернативы» была сформирована новая партия «Синее будущее», которая 15 ноября 2017 года была зарегистрирована Министерством юстиции Финляндии и внесена в партийный реестр.

## Результаты выборов

### Президентские выборы в Финляндии
| Год  | Кандидат         | Голоса  | Проценты |
| ---- | ---------------- | ------- | -------- |
| 2000 | Илкка Хакалехто  | 31 405  | 1,0 %    |
| 2006 | Тимо Сойни       | 103 492 | 3,4 %    |
| 2012 | Тимо Сойни       | 287 571 | 9,4 %    |
| 2018 | Лаура Хухтасаари | 207 337 | 6,9 %    |

### Парламентские выборы в Финляндии
| Год  | Депутаты эдускунты | Голоса  | Проценты |
| ---- | ------------------ | ------- | -------- |
| 1999 | 1                  | 26 440  | 1,0 %    |
| 2003 | 3                  | 43 816  | 1,6 %    |
| 2007 | 5                  | 112 256 | 4,1 %    |
| 2011 | 38                 | 560 075 | 19,1 %   |
| 2015 | 37                 | 523 045 | 17,6 %   |
| 2019 | 39                 | 538 805 | 17,5 %   |

### Муниципальные выборы в Финляндии
| Год  | Депутаты муниципалитетов | Голоса  | Проценты |
| ---- | ------------------------ | ------- | -------- |
| 1996 | 138                      | 21 999  | 0,9 %    |
| 2000 | 109                      | 14 712  | 0,7 %    |
| 2004 | 106                      | 21 417  | 0,9 %    |
| 2008 | 443                      | 137 446 | 5,4 %    |
| 2012 | 1195                     | 307 797 | 12,34 %  |

### Выборы в Европейский парламент
| Год  | Депутаты Европейского парламента | Голоса  | Проценты |
| ---- | -------------------------------- | ------- | -------- |
| 1996 | 0                                | 15 004  | 0,7 %    |
| 1999 | 0                                | 14 712  | 0,8 %    |
| 2004 | 0                                | 21 417  | 0,9 %    |
| 2009 | 1                                | 162 571 | 9,8 %    |
| 2014 | 2                                | 222 457 | 12,9 %   |
| 2019 | 2                                | 253 176 | 13,8 %   |

## Организационная структура
Высший орган — конференция (puoluekokous), между конференция — правление (puoluehallitus).

## Лидеры
- Раймо Вистбака (1995—1997)
- Тимо Сойни (1997—2017)
- Юсси Халла-ахо (2017—2021)
- Риикка Пурра (с 2021)